# Antonio Pala
Antonio Pala (Roma, 27 marzo 1928 – Roma, 30 ottobre 1993) è stato un sindacalista e politico italiano di area socialista. Dal 1962 al 1989 fu quasi ininterrottamente assessore in posti chiave al Comune di Roma, con otto sindaci diversi, fatte salve due interruzioni dovute a dimissioni volontarie per implicazioni con procedimenti giudiziari da cui fu assolto con formula piena. Consigliere d’amministrazione della A.S. Roma e dell’Istituto di Credito per la piccola industria, fu anche definito “l’Andreotti del Comune” e “l’ottavo re di Roma”.

## Biografia

### Estrazione familiare e attività sindacale
Antonio Pala nasce a Roma da umile famiglia di origine sarda. Lascia la scuola, dopo aver conseguito la licenza di avviamento professionale, per lavorare come ferraiolo nei cantieri edili. A 16 anni entra nel Partito d'Azione e poi, come partigiano, fa parte delle formazioni romane di Giustizia e Libertà; partecipa alle lotte sindacali nei cantieri e, dal 1955 al 1960, è membro della segreteria romana della Camera del lavoro-CGIL. Si sposa e ha cinque figli.

### L'ingresso in politica e l'incarico di assessore al traffico del Comune di Roma
Alle elezioni comunali del 1960, Pala si candida nelle liste del PSI ed è eletto con circa 4.000 voti di preferenza. Milita nell'opposizione di sinistra contro la giunta di centro-destra di Urbano Cioccetti che, dopo appena un anno, è costretto a dimettersi; segue un anno di commissariamento del Comune di Roma e, nel 1962, è eletto Sindaco il democristiano Glauco Della Porta, che vara la prima giunta di centro-sinistra della Capitale. Pala è preposto all'assessorato al traffico e alla motorizzazione e mantiene l'incarico per sette anni, anche nelle successive giunte di Amerigo Petrucci e Rinaldo Santini.
A partire dal 1963, Pala idea e crea l'”onda verde”, cioè una serie di semafori sincronizzati, da Corso Francia ai lungotevere, fino a Ponte Garibaldi e lungo Via Cristoforo Colombo, che permette agli automobilisti, ad una velocità programmata e indicata da alcuni pannelli elettronici, di passare sempre con il verde.
Pala, inoltre, vara le prime due isole pedonali d'Europa: Piazza Navona e Piazza S. Maria in Trastevere e avvia un piano di 25 parcheggi sotterranei; nei venticinque anni successivi ne sarà costruito uno solo (quello del galoppatoio di Villa Borghese).

### L'esperienza nel PSDI: in giunta indifferentemente con la DC e il PCI
Nell'ambito del Partito socialista, Pala fa parte della corrente di Mauro Ferri che, nel 1969, insieme all'ala socialdemocratica, dà vita alla scissione che costituisce il Partito Socialista Unitario (PSU), poi di nuovo ridenominato Partito Socialista Democratico Italiano (PSDI). A Roma è sindaco il democristiano Clelio Darida, che compone quattro successive giunte di centro-sinistra, tra il 1969 e il 1976. Pala fa parte della componente del PSDI e fino al 1974 è ininterrottamente assessore all'urbanistica e all'edilizia privata; nella terza giunta Darida (1972-74) è anche assessore al patrimonio.
Nel 1976, il PCI vince le elezioni comunali a Roma; il PSDI entra a far parte della nuova maggioranza di sinistra. L'indipendente eletto nel PCI Giulio Carlo Argan è eletto sindaco, e Antonio Pala entra nella giunta come assessore al Piano Regolatore Generale e al servizio espropri.
Nel 1977, il pretore Adalberto Albamonte rinvia a giudizio per omissione di atti d'ufficio l'assessore Pala, per non aver perseguito l'abusivismo edilizio nel periodo 1969-1974; Pala è assolto con formula piena ma, l'anno successivo, è nuovamente rinviato a giudizio, per interesse privato in atti d'ufficio in concorso con l'ex sindaco Santini ed altri con l'accusa di aver rilasciato, nel 1969, alcune licenze di costruzione alla Magliana, nonostante che le aree fossero a sette metri sotto il livello del Tevere. Il 3 febbraio 1978, Pala rassegna le dimissioni dalla carica di assessore, e la delega al Piano regolatore è affidata a Lucio Buffa del PCI. Assolto nuovamente, Pala rientra in giunta il 12 ottobre successivo, come assessore ai lavori pubblici. Passano soli sette mesi e, per una circostanza analoga, l'8 giugno 1979 si dimette nuovamente: è infatti rinviato a giudizio quale componente della commissione casa per l'assegnazione degli alloggi di edilizia residenziale pubblica realizzati nell'ambito del programma ISVEUR. Pala mantiene comunque l'incarico di consigliere comunale ed è eletto capogruppo del PSDI e designato membro della commissione consiliare urbanistica, della quale sarà per un breve periodo presidente.
In settembre, Luigi Petroselli succede ad Argan in qualità di sindaco di Roma; nelle more che si chiarisca la sua posizione giudiziaria, Antonio Pala non entra in giunta e mantiene la carica di capogruppo del suo partito. Dopo le elezioni comunali del 1981, Pala è il candidato "di bandiera" a sindaco di Roma del suo partito, che in quella fase si limita ad appoggiare esternamente la seconda giunta Petroselli; analogamente il PSDI procede nei confronti della prima giunta formata da Ugo Vetere dopo la morte di Petroselli. Infine, assolto ancora una volta, Pala rientra nella seconda giunta Vetere (1982-85) come assessore all'urbanistica, all'edilizia privata e all'avvocatura. Nel frattempo si presenta due volte alle elezioni politiche per la Camera dei deputati, risultando, in entrambi i casi, il primo dei non eletti.
Candidato al Parlamento europeo nel giugno 1984, nella circoscrizione Lazio, Toscana, Marche e Umbria, Pala si colloca al primo posto tra i candidati del suo partito che, tuttavia, non riesce a eleggere alcun deputato in quella circoscrizione.

### Il ritorno nel PSI
A livello nazionale, i rapporti tra Pala, che milita nella corrente di minoranza di Franco Nicolazzi e il segretario politico socialdemocratico Pietro Longo non sono ottimi. Quest'ultimo richiede più volte l'uscita del PSDI dalla maggioranza di sinistra al Comune di Roma. Pala rimane indifferente.
Alle elezioni comunali del 1985 Pala, pur conseguendo dodicimila preferenze, giunge solo terzo nella graduatoria degli eletti del suo partito; poiché al PSDI spettano solo due posti in giunta, la conferma del suo assessorato è a rischio. Pala, allora, abbandona clamorosamente il PSDI e rientra nel PSI, ed è nominato assessore al Piano regolatore e al servizio espropri. Ricopre tale carica per un quadriennio, nelle due giunte dirette da Nicola Signorello e in quella guidata da Pietro Giubilo.
Nel 1989, i partiti laici escono dalla maggioranza del Sindaco Giubilo che è costretto a dimettersi. Il 13 luglio Consiglio comunale è sciolto e il Comune commissariato. Il segretario politico del PSI, Bettino Craxi candida a sindaco di Roma il ministro Franco Carraro. Pala approva pubblicamente tale scelta, Craxi, tuttavia, in un'ottica di rinnovamento decide di escludere tutti i consiglieri socialisti uscenti dalla lista elettorale. Dopo quasi trent'anni, Pala è costretto a lasciare l'amministrazione capitolina.

### Coinvolgimento nella tangentopoli romana
Tornato a vita privata, Pala è nominato presidente dell'Italstrade Appalti, società per azioni del gruppo IRI-Italstat, ma gli strascichi giudiziari della sua attività politica non sono finiti.
Nel marzo del 1993 è colpito da un mandato di arresto, con l'accusa di aver preteso due tangenti dal costruttore Federici e dalla società Intermetro, per l'esecuzione dei lavori di realizzazione di un ramo della Metropolitana di Roma, per un totale di 430 milioni.
Dopo due giorni di latitanza, Pala si costituisce; è interrogato, nega tutto e viene rilasciato; è rinviato a giudizio per la quarta volta. Stavolta, però, non avrà modo di dimostrare la sua innocenza: nell'ottobre dello stesso anno è colpito da infarto cardiaco e muore a soli sessantacinque anni d'età.

## Massoneria
Il nome di Antonio Pala compare tra gli affiliati alla loggia massonica “Lira e Spada” di Roma, aderente al Grande Oriente d'Italia, in una lista di 550 nomi di massoni prodotta in aula dal deputato socialdemocratico Costantino Belluscio, in data 1º luglio 1981, a latere dell'inchiesta P2.